# Noirlieu
Noirlieu és un municipi francès, situat al departament del Marne i a la regió del Gran Est. L'any 2007 tenia 127 habitants.

## Demografia

### Població
El 2007 la població de fet de Noirlieu era de 127 persones. Hi havia 48 famílies, de les quals 8 eren unipersonals (8 dones vivint soles i 8 dones vivint soles), 16 parelles sense fills, 16 parelles amb fills i 8 famílies monoparentals amb fills.
La població ha evolucionat segons el següent gràfic:
Habitants censats

### Habitatges
El 2007 hi havia 48 habitatges, 44 eren l'habitatge principal de la família, 2 eren segones residències i 2 estaven desocupats. Tots els 48 habitatges eren cases. Dels 44 habitatges principals, 37 estaven ocupats pels seus propietaris, 4 estaven llogats i ocupats pels llogaters i 3 estaven cedits a títol gratuït; 6 tenien tres cambres, 12 en tenien quatre i 27 en tenien cinc o més. 31 habitatges disposaven pel capbaix d'una plaça de pàrquing. A 19 habitatges hi havia un automòbil i a 21 n'hi havia dos o més.

### Piràmide de població
La piràmide de població per edats i sexe el 2009 era:
| Homes | Edats   | Dones |
| ----- | ------- | ----- |
| 0     | 95 o +  | 0     |
| 0     | 90 a 94 | 0     |
| 4     | 85 a 89 | 0     |
| 0     | 80 a 84 | 0     |
| 0     | 75 a 79 | 0     |
| 8     | 70 a 74 | 4     |
| 4     | 65 a 69 | 4     |
| 4     | 60 a 64 | 8     |
| 0     | 55 a 59 | 0     |
| 8     | 50 a 54 | 8     |
| 4     | 45 a 49 | 0     |
| 4     | 40 a 44 | 4     |
| 0     | 35 a 39 | 4     |
| 12    | 30 a 34 | 4     |
| 4     | 25 a 29 | 4     |
| 0     | 20 a 24 | 0     |
| 20    | 15 a 19 | 0     |
| 8     | 10 a 14 | 8     |
| 0     | 5 a 9   | 0     |
| 8     | 0 a 4   | 4     |

## Economia
El 2007 la població en edat de treballar era de 70 persones, 46 eren actives i 24 eren inactives. De les 46 persones actives 42 estaven ocupades (23 homes i 19 dones) i 4 estaven aturades (3 homes i 1 dona). De les 24 persones inactives 6 estaven jubilades, 12 estaven estudiant i 6 estaven classificades com a «altres inactius».
Activitats econòmiques
Dels 4  establiments que hi havia el 2007, 1 era d'una empresa extractiva, 1 d'una empresa alimentària, 1 d'una empresa de serveis i 1 d'una empresa classificada com a «altres activitats de serveis».
L'any 2000 a Noirlieu hi havia 16 explotacions agrícoles.

## Poblacions més properes
El següent diagrama mostra les poblacions més properes.